# Портрет Луиса Буньюэля
«Портрет Луиса Буньюэля» — картина испанского художника Сальвадора Дали, написанная в 1924 году. Первоначально находилась в коллекции Луиса Буньюэля. В настоящее время находится в Центре искусств королевы Софии в Мадриде.

## Информация о картине
Дали познакомился с Луисом Буньюэлем в Королевской Академии Искусств в Мадриде, во время своего обучения в 1922—1926 годах. Буньюэль был одним из тех, кто в значительной степени повлиял на Сальвадора, так же как и Федерико Гарсиа Лорка — испанский поэт и драматург. Позднее Дали принял участие в съёмках двух фильмов Буньюэля: «Андалузский пёс» (1929) и «Золотой век» (1930).
Портрет Луиса Бунюэля был написан, когда будущему режиссёру было 25 лет. Он изображён серьёзным и задумчивым человеком с пристальным взглядом, смотрящим в сторону от художника и зрителей. Картина выполнена в мрачноватых тонах. Сдержанные цвета создают атмосферу серьёзности и подчеркивают глубокомысленный взгляд.

В этом шедевре Дали достигнуто замечательное единство активной формы и концентрированной психологической характеристики. Великолепно написанное лицо узнаётся мгновенно, так же, как сразу «схватываются» черты обретающего зрелость индивидуального стиля Дали, способность художника к жёсткому самоконтролю при выборе живописных средств.